# Lago Crystal Springs
Crystal Springs Reservoir es un embalse artificial localizado al norte de las Montes Santa Cruz en el Condado de San Mateo, California situado en el "valle de fractura" creado por la falla de San Andrés al oeste de las ciudades de San Mateo y Hillsborough, y la carretera I-280.

## Descripción
La totalidad del embalse consiste en dos diferentes lagos de embalsado, separados por una presa de tierra por la cual cruza el embalse la carretera 92 del estado de California "El SENIOR 92". 
El embalse meridional, "Upper Crystal Springs Reservoir", está contenido por la presa de tierra. El depósito norteño, "Lower Crystal Springs Reservoir", está contenido por la represa "Crystal Springs Dam " del condado de San Mateo, a las cuales descarga el arroyo San Mateo Creek. 
Gran parte del agua en el embalse proviene de la precipitación local y el resto se bombea mediante tuberías procedente del Hetch Hetchy Reservoir en el parque nacional de Yosemite. El embalse en su totalidad fue construido y propiedad de la empresa privada, bajo la forma de Spring Valley Water Company (compañía de agua de Spring Valley), y fue traspasado a la propiedad y administración de la ciudad de San Francisco. Esta protección local ha asegurado la supervivencia de importantes especies en el área, y un sistema de senderos en el interior del Crystal Springs Park lo que permite que numerosos ciudadanos disfruten de la belleza del lugar del embalse y de la fauna local. 

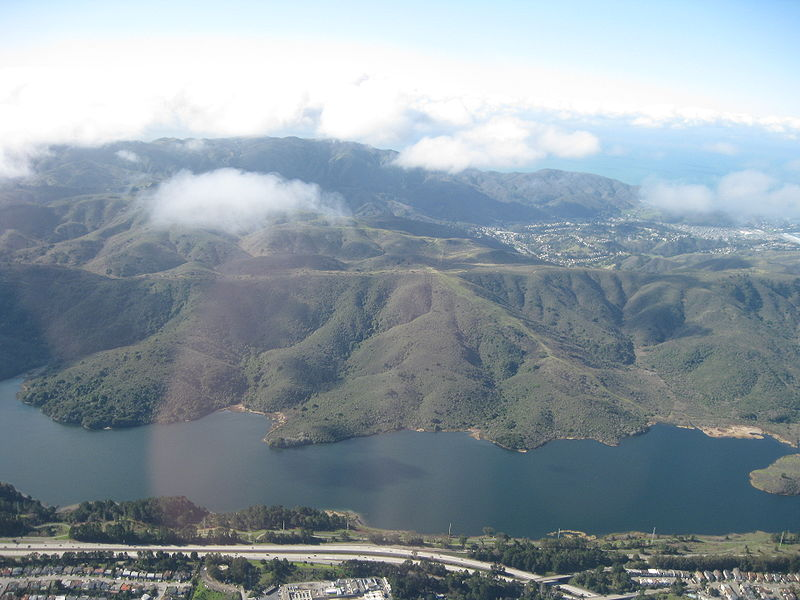
Parte baja del embalse hacia Montara Mountain y Pacifica.

## Flora y fauna
Hay una considerable biodiversidad de flora y fauna en los alrededores del embalse, que se encuentra encuadrada en la Provincia Florística de California. 
Entre estas especies hay un número de especies raras y amenazadas incluyendo la San Mateo thornmint (Acanthomintha duttonii), Marin Dwarf Flax (Hesperolinon congestum) y San Mateo Woolly Sunflower (Eriophyllum latilobum).